# Citrine
Citrine é o terceiro EP da cantora e atriz americana Hayley Kiyoko, lançado em 30 de setembro de 2016 pela Atlantic Records e distribuído pela Empire. Foi inteiramente escrito pela cantora, assim como o seu EP anterior, e produzido inteiramente por Dan Book. O extended play foi precedido do lançamento do single “Gravel To Tempo”, que ocorreu em 5 de agosto de 2016.

## Inspiração para o título do EP
A cantora disse em uma entrevista que o título do exetended play é inspirado em uma pedra de citrino que ela cuida e que lhe traz felicidade e a livra da auto-dúvida, ela completou: “porque é isso que eu quero que o meu EP faça para meus fãs - eu quero promover a felicidade e me livrar da auto-dúvida, eu quero fazer isso por eles (fãs)”.

## Singles
“Gravel To Tempo” é o single principal do terceiro EP. Foi lançado em 5 de agosto de 2016 junto com o vídeo clip, que foi dirigido por ela mesma.
O segundo single, “One Bad Night”, foi lançado em 11 de outubro de 2016, junto o com o vídeo clip auto-dirigido.
“Palace” foi lançado como lançado como single promocional, em 16 de fevereiro de 2017. No mesmo dia, uma versão remix do produtor Justin Caruso foi lançada para promover o single. O remix de “Palace” foi lançado nas lojas digitais no dia seguinte.

## Lista de faixas
| N.º            | Título            | Compositor(es)                           | Produtor(es)      | Duração |  |
| 1.             | "Gravel To Tempo" | Hayley Kiyoko Cecil Bernardy & Jono Dorr | 4e Book           | 3:38    |  |
| 2.             | "Ease My Mind"    | Kiyoko Coco Morier Bernardy Dorr         | 4e Book           | 3:19    |  |
| 3.             | "Pretty Girl"     | Kiyoko Bernardy Dorr                     | 4e Book           | 3:36    |  |
| 4.             | "One Bad Night"   | Kiyoko Nikki Flores Bernardy Dorr        | Bram Inscore Book | 3:55    |  |
| 5.             | "Palace"          | Kiyoko Flores Bernardy Dorr              | 4e Book           | 4:00    |  |
| Duração total: | Duração total:    | Duração total:                           | Duração total:    | 18:28   |  |

## Desempenho nas paradas musicais
| Ano  | Paradas Musicais                      | Desempenho |
| ---- | ------------------------------------- | ---------- |
| 2016 | New Zealand Heatseekers Albums (RMNZ) | 6          |
| 2016 | Top Heatseekers Albums (Billboard)    | 4          |